# Organizador (biología del desarrollo)
Organizador es un término de la biología del desarrollo usado en los animales para definir la parte de un embrión que es capaz de generar la inducción de las células indiferenciadas a seguir una trayectoria de diferenciación específica durante el desarrollo.

## Historia
El organizador fue descubierto por Hans Spemann  y Hilde Mangold en el año 1938 luego de realizar unos experimentos de trasplantes en salamandras de las especies Triturus taeniatus y Triturus cristatus el cual tenían una coloración diferente y facilitaba el seguimiento de las células correspondientes cuando un organismo era el donador y el otro el huésped. En dichos experimentos se trasplantaba el tejido del labio dorsal de una gástrula temprana a otra igual.  Spemann llegó a la conclusión de que las células del organizador, organizaban al tubo neural a partir de células del ectodermo dorsal y a su vez transforman al mesodermo en torno al tubo neural en el eje corporal anteroposterior. Luego de diversos estudios adicionales se estableció que la interacción de la notocorda  (cordamesodermo) y el ectodermo  no son suficientes para estructurar al embrión en su totalidad, además, el organizador inicia una serie de acontecimientos en cadena. Esta inducción inicial se llama inducción embrionaria primaria.

## Características
Corresponde específicamente a las células del endodermo faríngeo, células del labio dorsal del blastoporo y sus derivados tales como la notocorda y el mesodermo de la cabeza. El organizador tiene como función inducir la formación de nuevos ejes embrionarios dorsales a partir de ejes ventrales, específicamente (1) la autodiferenciación en mesodermo dorsal mediante la migración por debajo del ectodermo dorsal,  esto llevó a su vez a la formación de la placa neural.  (2) Capacidad de dorsalización del mesodermo circundante hacia el paraxial, correspondiente a la parte del mesodermo que forma las somitas. E implícitamente inhibiendo la formación del mesodermo ventral. (3) Dorsalización del ectodermo mediante la formación del tubo neural. (4) Iniciación de los movimientos de gastrulación.

## Organizador en Anfibios y centro de Nieuwkoop
El mecanismo mediante el cual se activa el organizador fue descubierto durante experimentos parecidos a los de Spemann y Mangold, hechos por diversos científicos tales como Nieuwkoop, Nakamura, Osama Nakamura y Takasaki alrededor de los años 70.  Ellos determinaron la manera en que el labio dorsal del blastoporo obtuvo las propiedades transformantes a organizador. Demostraron que las células del polo vegetal dorsal pueden inducir a las células del polo animal a convertirse en tejido mesodérmico dorsal y que el mesodermo se origina de las células del margen ecuatorial entre el límite de los polos animal y vegetal. Detalladamente, las células del polo vegetal (endodermo presuntivo) cercanas a la futura región mesodérmica inducían a la formación de este. Dichas células vegetales eran las encargadas de la inducción de la formación de estructuras mesodérmicas tales como la notocorda, músculos, células renales y sanguíneas,  mesénquima, riñón y somitas. A dichas células vegetales más dorsales de la blástula, inductoras del organizador, se les llamó centro de Nieuwkoop.
Las células del centro de Nieuwkoop se mantienen endodérmicas y su formación se da debido a la rotación citoplasmática durante la  fecundación y a la translocación de una proteína importante en cascadas de señalización de formadora de ejes.

## Señalización molecular del centro de Nieuwkoop
Durante la fecundación la rotación cortical formadora del centro de Nieuwkoop, trasloca la proteína dishevelled hacia el lado dorsal del cigoto y se genera una acumulación de la betacatenina sobre las células del lado dorsal del embrión.  La betacatenina a su vez se asocia en complejo con tcf3 y forman un factor de transcripción el cual puede activar la transcripción de un gen llamado siamois. La proteína codificada por dicho gen en alianza con TGF (Transcription gene factor) beta activan al gen goosecoid del organizador.

## Señalización molecular del organizador
A su vez el gen goosecoid activa a otros genes tales como los transcriptores de las proteínas Nogína, Cordína y  Folistatina y. que prenden la función del organizador.  Dichas proteínas bloquean la señal de la proteína morfogenética del hueso, BMP(por sus siglas en inglés bone morfogenetic protein) que a su modo ventraliza al mesodermo y activa los genes epidérmicos en el ectodermo. Es autoinducido por el centro de Nieuwkoop, localizado en las células vegetales más dorsales. Este centro se forma por la rotación cortical durante la fecundación el cual transloca la proteia dishevelled hacia el lado dorsal del cigoto.

## Homólogo en peces
El escudo embrionario es el homólogo del organizador en los peces. Al igual que el labio dorsal del blastoporo  de anfibio, el escudo forma la placa precordal y la notocorda del embrión en desarrollo. Las capas que forman el labio dorsal son las capas del hipoblasto y del epiblasto que se encuentran interacaladas sobre el futuro lado dorsal. Para descubrir este organizador homólogo,  se hicieron experimentos muy parecidos a los de Spemann y Mangold.    Asimismo la inducción del escudo embrionario se da por la acumulación de betacatenina por parte de los núcleos de las células de la parte sincitial vitelínica localizadas debajo de las futuras células del escudo embrionario.  La betacatenina distingue la región dorsal de la capa sincitial vitelinica (CSV)de la región lateral y ventral de la misma.
En los peces la combinación de la betacatenina del escudo emrbionario se combina con el Tcf3 homólogo del pez, convirtiéndose en un factor de transcripción activo que activa a los genes que squint y bozozok. El cual codifican respectivamente a las proteínas que establecen el patrón del mesodermo en los anfibios.  En general las interacciones moleculares y las moléculas que actúan activando el escudo embrionario en peces es muy parecido al centro de Nieuwkoop en anfibios y es por eso que a la parte dorsal de la célula vitelínica se le llama el homólogo de este en el embrión del pez.

## Equivalente en mamíferos
El organizador en mamíferos se conoce como el nódulo, está localizado en la parte inferior de la copa en el ratón. Es el responsable aparentemente de la formación de todo el cuerpo en ratones. Este centro señalizador trabaja junto con el otro centro señalizador de mamíferos llamado endodermo visceral anterior (AVE, por sus siglas en inglés anterior visceral endoderm). La formación del nódulo depende del trofoblasto, el cual producen la proteína nuclear Arkadia, la cual es crítica en la señalización de la inducción del nódulo en el epiblasto. Así, los tejidos extraembrionarios en este grupo son muy esenciales en la formación de los centros de señalización.  Adicionalmente este organizador expresa muchos de los genes que son expresados en los tejidos organizadores de la rana y el pollo; cordína y nogína.

## Homólogo enHydras
La región del hipostoma secreta factores paracrinos, alterando los destinos del tejido que lo rodea, actuando como un organizador. El tejido hipostomal altera los destinos de las células del tronco, convirtiéndolas en células de cabeza. La regulación de dicha diferenciación se da mediante el inhibidor de la cabeza, el cual reprime el efecto de la señal inductora del hipostoma, evitando así que otras porciones del organismo se diferencien.  Todo el conocimiento se adquirió mediante experimentos de trasplantes entre Hydras hechos por Braun y Bode en el 2002.  Se conoce la expresión de dos genes activos en el área organizadora del hipostoma, wnt y goosecoid.  La expresión de dichos genes dan indicios de una señalización del organizador conservada evolutivamente en el reino animal. La proteína Wnt se ubica en el extremo de la yema apical temprana y define el hipostoma en cuánto se alarga la yema.  En cuánto a la proteína Goosecoid, se restringe a la región del hipostoma y cuando este es llevado en contacto con el tronco de una yema adulta induce la expresión de Brachyury al igual que los organizadores en vertebrados y prendiendo al organizador y por ende a sus funciones.